# Лотар Кеніг (підводник)
Лотар Кеніг (нім. Lothar König; 14 березня 1921, Кенігсберг — 12 квітня 1985, Бремен) — німецький офіцер-підводник, оберлейтенант-цур-зее крігсмаріне.

## Біографія
1 грудня 1939 року вступив на флот. З 1 травня 1941 по 11 січня 1942 року пройшов курс підводника. З 12 січня 1942 року — 2-й вахтовий офіцер на підводному човні U-440, на якому взяв участь у трьох походах. З 27 січня 1943 року — вахтовий офіцер при 1-й флотилії (Брест). З 16 липня по 13 серпня 1943 року пройшов курс командира човна. В серпні 1943 року направлений на будівництво U-237. З 8 жовтня 1943 року — командир U-237. 9 вересня 1944 року переданий в розпорядження 23-ї флотилії (Данциг). З березня 1945 року — офіцер роти 3-ї навчальної дивізії підводних човнів (Нойштадт). 8 травня 1945 року взятий в полон британськими військами.

## Звання
- Кандидат в офіцери (1 грудня 1939)
- Морський кадет (1 травня 1940)
- Фенріх-цур-зее (1 листопада 1940)
- Оберфенріх-цур-зее (1 листопада 1941)
- Лейтенант-цур-зее (1 квітня 1942)
- Оберлейтенант-цур-зее (1 грудня 1943)

## Нагороди
- Нагрудний знак підводника (16 листопада 1942)
- Залізний хрест 2-го класу (29 січня 1943)